# Бела (лунный кратер)
Кратер Бела (лат. Béla) — небольшая впадина в районе борозды Хэдли на видимой стороне Луны. Название дано по венгерскому мужскому имени и утверждено Международным астрономическим союзом в 1976 году.

## Описание кратера
Кратер Бела располагается на южном окончании борозды Хэдли. По соседству от кратера находятся другие подобные образования — Карлос на севере, Джомо на юге и Тайзо на западе.
Селенографические координаты центра кратера — 24°40′ с. ш. 2°16′ в. д. / 24,67° с. ш. 2,27° в. д., длина — 10 км, глубина — 0,69 км.
Кратер Бела имеет удлиненную форму с размерами приблизительно 10×2 км. Его природа не вполне ясна. Возможно, что кратер Бела вместе со своими соседями, перечисленными выше, являются лишь искривлёнными сегментами более крупной циркулярной структуры.
- Окрестности Белы. Снимок зонда Lunar Reconnaissance Orbiter.
- Ближайшие окрестности Белы. Снимок зонда Lunar Orbiter - V.

## Сателлитные кратеры
Отсутствуют.